# سیارک ۱۱۴۱۳
سیارک ۱۱۴۱۳ (به انگلیسی: 11413 Catanach، نامگذاری:1999JG21) یازده هزار و وچهارصد و سیزدهمین سیارک کشف شده‌است که در ۱۰ مه ۱۹۹۹ کشف شد.
قدر مطلق سیارک برابر ۱۸.۶ است.